# Arnis (Allemagne)
Pour les articles homonymes, voir Arnis.
Arnis  (Arnæs en danois) est une ville allemande, située dans le Land de Schleswig-Holstein, dans l'arrondissement de Schleswig-Flensbourg. D'une superficie de 0,45 km2, Arnis est la plus petite et la moins peuplée des villes allemandes.

## Personnalités liées à la ville
- Nicolaus Schmidt (1953-), artiste né à Arnis.